# 洛氏壯鯻
洛氏壯鯻（學名：Pingalla lorentzi ）為鱸形目鱸亞目鯻科的其中一種，分布於大洋洲澳洲及新幾內亞淡水流域，體成紡錘型，側扁，背鰭硬棘13-14枚；背鰭軟條11-13枚；臀鰭硬棘3枚；臀鰭軟條8-9枚，體長可達20公分，成魚棲息在水流緩慢，沙泥底質、混濁的的溪流、沼澤底中層水域，水溫通常在25°至30°C，屬雜食性，主要以藻類為食，成魚會保護卵並搧動魚鰭提供足夠的氧，生活習性不明。

## 擴展閱讀
維基物種上的相關：洛氏壯鯻